# 哈哥普·S·阿基斯卡爾
哈哥普·蘇倫·阿基斯卡爾（1944年1月16日—2021年1月20日）是一名亞美尼亞裔美國精神科醫師和教授。他最為人所知的是關於氣質和雙相障礙的研究，為臨床精神病學領域帶來了革命性的改變。

## 生平
阿基斯卡爾於1944年1月16日出生於黎巴嫩貝魯特，父母都是亞美尼亞人。
他於1969年獲得貝魯特美國大學醫學博士學位。他在威斯康辛大學麥迪遜分校完成精神科住院醫師訓練。之後，阿基斯卡爾在田納西大學衛生與人文科學學院擔任了數年的臨床醫師、情緒障礙研究員以及精神病學與藥理學教授。1990年至1994年，他在美國國立精神衛生研究院擔任資深科學顧問，之後轉到加州大學聖地牙哥分校。
阿基斯卡爾是雙極分型領域的領導概念思想家。他是一位嚴謹的研究者，也是一位精明的臨床觀察家。他是埃米爾·克雷佩林的忠實信徒；他相信神經學（分類）的鐘擺正逐漸擺回克雷佩林最初的單一概念，即情緒失調的躁鬱譜。
阿基斯卡爾因其抑鬱症的綜合理論而嶄露頭角。其後，他將慢性憂鬱症確立為可治療的情緒失調。他對憂鬱症的研究為了解雙相情感障礙的童年先兆鋪平了道路，並幫助了性情領域在世界範圍內的復興。他對循環性情感疾患的關注擴大了雙相情感障礙的範圍。他獲得了先驅研究金牌（生物精神病學會）、德國安娜莫妮卡憂鬱症獎項、NARSAD情緒失調獎項、2002年國際合作研究的讓·德萊獎（世界精神病學協會），以及法國朱爾斯·貝拉格獎和義大利阿瑞塔斯獎，以表彰他對躁鬱症譜的研究。
阿基斯卡爾在門診情緒障礙的研究方面開創了先河。在田納西大學，他成立了情緒診所，由於他的理念是在提供高品質照護的同時，進行臨床訓練和研究，因此該診所在全世界都具有號召力。他的臨床專業範圍從恶劣心境障碍到躁鬱症，以及併發症、抵抗性憂鬱症、人格與情緒失調的介面、混合狀態、焦慮雙極性和PTSD。2003年，他因「卓越的國家人道服務」而獲得埃利斯島榮譽勳章。
他在精神病學方面的文章寫得非常多，也是多份學術期刊的編輯，包括擔任《情感障礙期刊》的共同主編。他在性情和躁鬱症譜系障礙方面的研究獲得了許多榮譽。
2000年，他與比薩大學的團隊榮獲搞笑諾貝爾獎化學獎，表彰其發現從生物化學上來說，浪漫愛情可能和嚴重的強迫症沒什麼分別。
阿基斯卡爾於2021年1月20日在加利福尼亞州聖地牙哥拉霍亞逝世，享年77歲。

## 外部連結
- Faculty profile page 的存檔，存档日期26 January 2007. at UCSD